# Iminoàcid

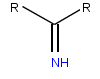
Imina

Àcid carboxílic

1-Pyrroline-5-carboxylic acid, un iminoàcid

prolina

Un iminoàcid en química és qualsevol molècula que conté ambdós grups funcionals: imino (>C=NH) i carboxil (-C(=O)-OH) 
Els iminoàcids estan relacionats amb els aminoàcids, els quals contenen ambdós grups funcionals amino (-NH₂) i carboxil (-COOH). La prolina és un dels aminoàcids que contenen un grup secundari amina,.
El terme iminoàcid és també un terme obsolet per indicar els imidoàcids, que contenen el grup -C(=NH)-OH.
Els enzims aminoàcidoxidases són capaços de convertir els aminoàcids a iminoàcids.